# 45 أب
45 أب (بالإنجليزية: 45 Fathers)‏ هو فيلم أبيض وأسود كوميدي أمريكي إنتاج عام 1937 من إخراج جيمس تينلينغ، وكتبه فرانسيس هايلاند وألبرت راي ، الفيلم من بطولة جين ويذرز ،توماس بيك، لويز هنري، ريتشارد كارل، نيلا ووكر وأندرو تومبيس. تم إصداره في 26 نوفمبر 1937 بواسطة توينتيث سينشوري ستوديوز.تدور أحداث القصة حول مجموعة من الرجال المسنين الذين قرروا تبني فتاة يتيمة ، وبعد تبنيها ترقص وتغني وتفعل كل ما في وسعها للمساعدة.